# 幽☆遊☆白書 冥界死闘篇 炎の絆
『幽☆遊☆白書 冥界死闘篇 炎の絆』（ゆうゆうはくしょ めいかいしとうへん ほのおのきずな）とは、1994年4月9日に公開された映画作品である。キャッチコピーは「幽助（オレ）より強い敵（ヤツ）がいた！」。

## 概要
上映時間約100分に及ぶ、「幽☆遊☆白書」の長編映画。フジテレビ開局45周年記念作品。
映画オリジナルキャラクターデザインは全て原作者の冨樫義博が担当した。前作の映画とは打って変わり、監督やキャラクターデザインなどの重要なスタッフをテレビ放送版とは違う人物が担当している。また、前作を配給した東映ではなく、東宝が担当した。
映画オリジナルストーリーで、原作には登場しない冥界が関係する。本作品は人間の悪が冥界復活の原因と位置付けており、前作と比較し原作設定が活用されているが、一貫して戦闘描写を重視している。前作では登場しない、雪村螢子、雪菜、幻海に出番が与えられた。
2018年7月27日にブルーレイ版（ブルーレイボックスに同梱）が発売されるまで、映像ソフトはVHS版とLD版しか存在しなかった。
2021年7月28日よりアプリゲーム『幽☆遊☆白書 100%本気（マジ）バトル』にて、本作品を題材としたストーリーモードの追加が発表された。それに伴い7月21日に黒鵺・ひなげし・頼光が実装、さらに8月23日に第2弾として耶雲と魔舎裏が実装された。
なお、耶雲以外の本作品オリジナルキャラクターは『100%本気（マジ）バトル』がゲーム初参戦となる。

## ストーリー
霊界が突如、未曾有の大洪水に襲われた。ぼたんはコエンマの命令でエンマ大王の秘宝・冥界玉を持って霊界を脱出し、幽助に知らせるべく人間界へ赴く。傷だらけの状態で皿屋敷中学の屋上へたどり着いたぼたんは、幽助に重根神社のひなげしに会うよう告げて気を失う。
幽助を探して屋上へやってきた螢子にぼたんを任せ、桑原と共に重根神社に赴いた幽助は、冥界鬼に襲われたひなげしを救い出し、ぼたんの預け先である幻海の寺で、霊界の様子を見に行った蔵馬とも合流。そして霊界の異変が、かつて人間界を支配しようと企み、閻魔大王に消滅させられた冥界の仕業であることを知る。人間界における冥界の復活を阻止し、水没した霊界を復活させるため、幽助たちはひなげしの案内で霊鬼門に向かうことに。この話を寺の外で聞いていた飛影は事態を静観するつもりが、寺に雪菜が訪れたのを目にし単独で霊鬼門の1つを目指す。
しかし、人間界に冥界を復活させようと企む冥界の王の一派により霊鬼門は次々と奪われ、幻海の結界を破り寺に侵入してきた冥界の王・耶雲とその部下・頼光に襲われた幻海が負傷。そして、耶雲の力の源である冥界玉を隠し持っていたぼたんが幻海の寺からさらわれ、螢子、幻海、雪菜も負傷してしまう。冥界軍を倒す決意を新たにした幽助一行は決戦に臨む。

## 登場人物
ここでは映画オリジナルキャラクターのみ記載する。
ひなげし
声：横山智佐
霊界案内人。外見は10歳程度の少女でぼたんの幼なじみ。頭頂部にアホ毛がある朱色に近い赤いショートヘア。おっちょこちょいな面もあるが、芯は強くて勇敢。
コエンマの秘書を務めていた頃、ドジな性格から大失敗を起こしたため、人間界の重根神社で修行していた。
神社境内で冥界鬼に襲われていたところを幽助たちに助けられる。霊界の異変とぼたんが負傷した話を聞き、ぼたんのため戦いに身を投じる。冥界や霊鬼門について記された古文書を持ち、一行の行動指針となる。最終決戦では、冥界玉を耶雲から取り返し、幽助一行の勝利に謁見する。
耶雲（やくも）
声：鈴置洋孝、羽多野渉（100%マジバトル）
事件の首謀者である冥界の王。
冥界はかつて魔界の上に存在した世界で、数千年前に人間界の支配を企み霊界へ侵攻するが、エンマ大王に敗れ消滅した。自身は力の源である冥界玉を奪われた上でエンマ大王によって部下ともども闇宇宙へ封印されていたが、霊界が扱いきれず放出した人間の邪悪なエネルギーを吸収し復活。奪われた冥界玉を手に入れるため、人間界に現れる。
冥界玉を欠いた状態でも幽助を軽くあしらい、幻海や螢子も負傷させ、火の霊鬼門と精霊の霊鬼門も掌握した。冥界玉を再び手中に収めてからは完全無欠の強さを誇ったが、冥界玉のエネルギーを霊力に変えた幽助たちの合体攻撃（霊剣・薔薇棘鞭刃・炎殺黒龍波が複合した霊丸）で重傷を負い、最後は冥界玉ともども幽助の霊丸によって消滅した。しかし、エンディングで幽助の言葉から「俺たち（人間）の中に潜んでいるかも」と生き延びている可能性を仄めかせている。
黒鵺（くろぬえ）
声：大塚芳忠
蔵馬の妖狐時代の親友にして相棒。黒い服に、頭の天辺のない帽子が印象的な男で、使用武器は鎌。赤い珠のついたペンダントを大事にしている。盗賊ではあるが、誇り高い人物でもあり、蔵馬曰く、敵を背中から襲う真似はしないとのこと。
蔵馬を罠から庇って死亡したが、蔵馬は、その時のトラウマを傀麒に利用されてしまう。傀麒を倒した後も助けられなかったことを悔いていたが、飛影に「過去に心の傷を持たない奴などいやしない」「そんな奴がいたら、それは薄っぺらな奴だ」と励まされた。
魔舎裏（まじゃり）
声：三ツ矢雄二
耶雲の部下。冥界三獄神の一人。
瞬時に相手の技を体得する、鏡の術の使い手。中性的な風貌をしている。
精霊の霊鬼門を賭けて、桑原と交戦。桑原の霊剣を写し取って優位に立つも、霊気を一気に放出する技まで真似たため、冥気切れに陥り、桑原のパンチであえなく敗北。
頼光（らいごう）
声：福田信昭
耶雲の部下。冥界三獄神の一人。
ひなげし曰く「三獄神最強の男」。飛影とは違い、生来の邪眼師。冥気で剣を作り出す能力も持つ。
瑞輪兄弟を倒した直後の飛影を邪眼で吹き飛ばし、霊鬼門の1つを掌握。幻海の寺に赴いた際には雪菜を負傷させるが、このことで飛影の怒りを買う。飛影との再戦では、洗脳した飛影を利用し幽助たちに向け強化した黒龍波を撃たせたが、自力で洗脳を解いた飛影により、自らが黒龍波を喰らい消滅。飛影と対峙した際、「俺の邪眼の力はお前の比ではない」と豪語していたが、飛影に洗脳を解かれて死亡した後は、「あの程度の邪眼で俺の黒龍を惑わすことなど不可能だ」と吐き捨てられた。
傀麒（かいき）
声：小関一
耶雲の部下。冥界三獄神の一人。
幻術を使い相手を惑わせる、邪映鎌の使い手。狡猾で卑劣な性格。
黒鵺を死なせた蔵馬の罪悪感に付けこみ、黒鵺に姿を変えて、蔵馬を苦しめた後、霊鬼門を掌握。再戦においては、黒鵺が大事にしていたはずのペンダントを捨てたことと蔵馬を背後から襲ったことで幻術を見破られ、黒鵺との友情を捻じ曲げられた怒りの蔵馬が放った竹林で身体を貫かれて戦死。なお、冥界三獄神の中で唯一、一度も名前を呼ばれていない。
瑞輪兄弟（ずいりんきょうだい）
耶雲の部下。
どちらが兄・弟かは不明。片腕が刃になっていて、2人同時での攻撃を得意とする。違いは髪と目の色、刃になっている腕の左右だけ。霊鬼門を賭けて、飛影と交戦するも剣で斬られて戦死。

## 本作品オリジナル用語
冥界（めいかい）
かつて魔界の上に存在した世界。十文字をパーソナルマークとしている。数千年前、人間界を侵略すべく、霊界に戦争を仕掛けるも敗れ去り冥界は消滅。耶雲をはじめとした冥界の民たちは、エンマ大王の手で闇宇宙に封印された。現代において、復活した耶雲たちは霊鬼門を利用して、人間界に冥界を復活させ、侵食し始める。最終的には、耶雲が倒され、冥界玉も破壊されたことで、冥界は再び消滅。それにより、霊界は復活した。
冥気（めいき）
冥界の住人たちが使用する力。ひなげしは、冥界パワーとも呼んでいた。
冥界玉（めいかいぎょく）
耶雲の力の源である玉。霊界に封印されていたが、冥界の起こした洪水により、霊界が封印される前に、コエンマからぼたんに委ねられた。ぼたんは、冥界玉の存在を隠すべく、自身の体内に冥界玉を埋め込む。しかし、その力で衰弱してしまった上、耶雲に奪い返されてしまった。最終決戦において、幽助は命懸けで冥界玉の力を自身のものとし、桑原たちの助けも借りて耶雲へ起死回生の一撃を放つ。炸裂した攻撃により弱った耶雲ごと冥界玉を霊丸で消滅させた。
冥界鬼（めいかいき）
冥界に操られた妖怪。額に冥界の証である十文字が施されている。ひなげしを襲うが、幽助と桑原に倒された。
闇宇宙（やみうちゅう）
エンマ大王の手で冥界の民たちが封印されていた宇宙。霊界でも手に負えない、人間たちの悪の心の影響により、封印が解かれた。
重根神社（かさねじんじゃ）
ひなげしが修行中の神社。
霊鬼門（れいきもん）
人間界の霊力が自然に溜まる場所。桑原曰く「霊力の貯蔵タンク」。冥界が三途の川を氾濫させて起こした洪水によって霊界が水の底に封印された際、幽助一行は、地・風・火・水・精霊の5つの霊鬼門の力で霊界を復活させようと画策。しかし、冥界軍の手で全ての霊鬼門を逆に利用され、冥界の復活に繋がってしまった。

## スタッフ
- 原作：冨樫義博
- プロデューサー：斎春雄、萩野賢、朴谷直治
- 脚本：大橋志吉、富田祐弘、橋本裕志
- 音楽：本間勇輔
- オーケストラスコア：丸山和範、平野考幸
- 絵コンテ：飯島正勝、阿部紀之、鍋島修
- キャラクターデザイン：菅野宏紀[注釈 4]、冨樫義博（ノンクレジット）[3]
- 原画：山口晋、入好さとる、亀垣一、鍋島修、瀬谷新二、細田守、神戸洋行、佐藤卓哉、山下将仁、金田伊功、小林一幸、岸義之、杉本功、本橋秀之　他
- 総作画監督：菅野宏紀[注釈 4]
- 作画監督：田中良
- 美術設定・美術監督：池田祐二
- 撮影監督：福島敏行
- 音響監督：水本完
- 監督：飯島正勝
- 監修：阿部紀之
- アニメーション制作：スタジオぴえろ
- 企画協力：集英社、フジテレビジョン、読売広告社
- 配給：東宝
- 製作：東宝、スタジオぴえろ、ムービック

## 関連商品

### サウンドトラック
本作品のためだけに録り下ろされたサウンドトラック。各々のイメージBGMの次曲は、そのBGMを基にした各キャラクターソングが収録されている。
特に記載がない限り、作曲:本間勇輔、編曲:本間勇輔プロジェクトである。
| #   | タイトル                         | 作詞       | 作曲 | 編曲・歌・備考                                 | 時間 |
| --- | -------------------------------- | ---------- | ---- | ---------------------------------------------- | ---- |
| 1.  | 「押し寄せる異変」               |            |      |                                                | 0:47 |
| 2.  | 「緊迫」                         |            |      |                                                | 4:22 |
| 3.  | 「動乱」                         |            |      |                                                | 1:34 |
| 4.  | 「霊界の危機」                   |            |      |                                                | 1:32 |
| 5.  | 「冥界」                         |            |      |                                                | 3:02 |
| 6.  | 「耶雲」                         |            |      |                                                | 2:45 |
| 7.  | 「何かが違う」                   |            |      |                                                | 1:16 |
| 8.  | 「必死の抵抗」                   |            |      | 桑原和真のイメージBGM                          | 1:09 |
| 9.  | 「根性一直線」                   | 森由里子   |      | 歌:千葉繁 編曲:本間勇輔                        | 4:13 |
| 10. | 「押さえきれぬ怒り」             |            |      |                                                | 5:19 |
| 11. | 「黒鵺…!?」                      |            |      |                                                | 1:10 |
| 12. | 「苦悩」                         |            |      | 蔵馬のイメージBGM                              | 2:11 |
| 13. | 「NIGHTMARE」                    | 白峰美津子 |      | 歌:緒方恵美 編曲:本間勇輔 バイオリン：斉藤ネコ | 4:39 |
| 14. | 「蔵馬の悲痛」                   |            |      |                                                | 1:23 |
| 15. | 「頼光」                         |            |      |                                                | 0:33 |
| 16. | 「雪菜よ…」                      |            |      | 飛影のイメージBGM                              | 1:48 |
| 17. | 「視線上のアリア」               | 森由里子   |      | 歌:檜山修之 編曲:本間勇輔                      | 3:35 |
| 18. | 「ドン底からの闘志」             |            |      |                                                | 3:04 |
| 19. | 「勇気をもって…」                |            |      | ひなげしのイメージBGM                          | 1:12 |
| 20. | 「あなたを抱き締める私でいたい」 | 白峰美津子 |      | 歌:横山智佐 編曲:本間勇輔                      | 5:16 |
| 21. | 「負けるわけにはいかねぇ」       |            |      | 浦飯幽助のイメージBGM                          | 1:14 |
| 22. | 「暁の誓い~Rising Sun~」         | 森由里子   |      | 歌:佐々木望 編曲:本間勇輔                      | 4:45 |
| 23. | 「精魂の勝利」                   |            |      |                                                | 2:18 |
| 24. | 「恐怖、再び」                   |            |      |                                                | 0:58 |
| 25. | 「完全勝利~そして未来へ」        |            |      |                                                | 1:19 |
| 26. | 「sayonaraは言わない」           |            | JILL | 歌:PERSONZ 編曲:PERSONZ・藤井丈司              | 5:15 |

### フィルムコミック
集英社「ジャンプコミックスセレクション」からフィルムコミックが全2巻で刊行された。
- 幽☆遊☆白書 冥界死闘篇 炎の絆 前編、1994年9月、ISBN 9784834211993
- 幽☆遊☆白書 冥界死闘篇 炎の絆 後編、1994年10月、ISBN 9784834212006